# Камполо, Тони
Тони Камполо (англ. Anthony („Tony”) Campolo; 25 февраля 1935, Филадельфия, Пенсильвания — 19 ноября 2024, Брин-Мар, Пенсильвания) — американский социолог, теолог и баптистский священник, представитель прогрессивного евангелизма.

## Биография
Учился в Восточном университете и Восточной баптистской теологической семинарии. Он был рукоположен в сан пастора в Американских баптистских церквях. Свою академическую карьеру он начал в качестве профессора Пенсильванского университета, а затем преподавал в Восточном университете. Во время пребывания Билла Клинтона на посту президента США он был духовным советником главы государства.

## Взгляды
По вопросам абортов, смертной казни, эвтаназии и однополых отношений он изложил взгляды, которые поставили его в ряд представителей так называемых левых евангелистов в США.

## Личная жизнь
Тони женился на Пегги Дэвидсон 7 июня 1958 года. Их дочь Лиза родилась в 1960 году, а сын Барт — в 1963 году. Сын Камполо — Барт Камполо, бывший евангельский проповедник, который оставил христианство и перешёл в светский гуманизм. Они продолжали общение с тех пор, как Барт объявил ему, что больше не верит в Бога. Они написали книгу, в которой исследовали вопросы, лежащие в основе этого разговора, а в 2018 году был выпущен документальный фильм (Leaving My Father’s Faith), в котором представлены их беседы и рассказывается история ухода Барта из веры. В июне 2020 года у Тони случился инсульт, в результате которого он остался частично парализованным. Умер 19 ноября 2024 года в возрасте 89 лет.

## Избранные публикации
- Growing up in America. A Sociology of Youth Ministry (1989)
- Wake Up America! Answering God's Radical Call While Living In the Real World (1991)
- Sociology through the Eyes of Faith (1992)
- How to Rescue the Earth Without Worshiping Nature. A Christian's Call to Save Creation (1992)
- Is Jesus a Republican or a Democrat? And 14 Other Polarizing Issues (1995)
- Can Mainline Denominations Make a Comeback? (1995)
- Following Jesus Without Embarrassing God (1997)
- Speaking My Mind. The Radical Evangelical Prophet Tackles the Tough Issues Christians Are Afraid To Face (2004)
- The Church Enslaved. A Spirituality for Racial Reconciliation (соавт. с Michael Battle) (2005)
- Letters to a Young Evangelical (2006)
- Red Letter Christians. A Citizen's Guide to Faith and Politics (2008)
- The God of Intimacy and Action. Reconnecting Ancient Spiritual Practices, Evangelicalism and Justice (соавт. с Mary Albert Darling) (2013)